# Matsudaira Kataharu

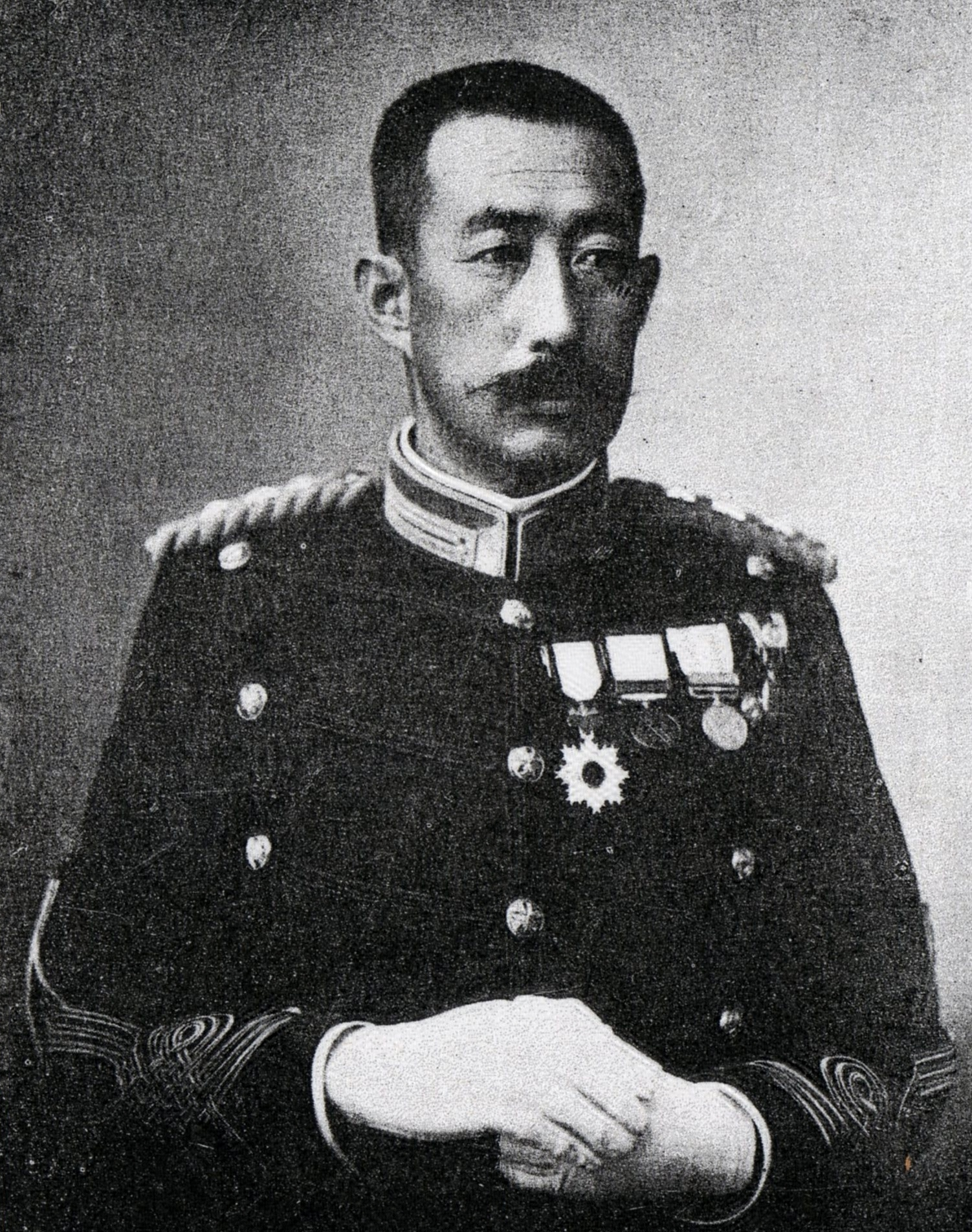
Matsudaira Kataharu

Matsudaira Kataharu (松平容大, ,11 de julho de 1854 - 19 de agosto de 1910) foi um samurai do final do Período Edo da História do Japão.  Foi o Primeiro Daimyō do Domínio de Tonami (o antigo Domínio de Aizu) no início da Era Meiji . Foi o filho mais velho de Matsudaira Katamori, ele sucedeu o filho adotivo de Katamori,  Matsudaira Nobunori em 1869. Como o governo Meiji concedeu a ex-família Daimyō de Aizu a 30.000 koku no norte de Honshū , Kataharu tornou-se seu Daimyō, com Katamori tecnicamente "aos seus cuidados". Kataharu tornou-se membro da nova kazoku da Era Meiji, bem como oficial do Exército Imperial Japonês. .
| Precedido por Matsudaira Nobunori | Primeiro Daimyō de Tonami 1869-1871       | Sucedido por Abolição do sistema han |
| Precedido por Matsudaira Nobunori | Líder do Clã Hoshina-Matsudaira 1869-1910 | Sucedido por Matsudaira Morio        |